# Boots (песня Грейсона Ченса)
Boots (с англ. — «Сапоги») — песня в стиле электропоп, написанная американским музыкантом и исполнителем Грейсоном Ченсом, выпущенная 8 ноября 2019 года в качестве внеальбомного сингла.
Сама песня и видеоклип на неё являются нарративами о культурологическом наблюдении, о влиянии западной и ковбойской культуры на современную моду, поп-музыку и проч. Наблюдения Ченса легли в основу текста и идеи клипа, который он сорежиссировал.

## История
В 2019 году вышел второй сольный альбом Грейсона Ченса «Portraits», после чего музыкант отправился в мировое гастрольное турне в поддержку пластинки. Тур начался в Китае, где Ченс сыграл 11 концертов, затем продолжился в Европе и США. С альбома «Portraits» было выпущено четыре сингла, последним из которых стал «White Roses».
Песня «Boots» вышла как внеальбомный сингл после «White Roses». Это первый в серии из четырёх внеальбомных синглов, вышедших в промежутке между альбомами «Portraits» и «Trophies».
По рассказам Ченса в интервью журналу «Popsugar» эта песня о том, как быть ковбоем в современном обществе. Ченс часто обсуждал со своими друзьями образы «Запада» в поп-культуре и эти обсуждения и размышления веселили его: так, он однажды приехал в Лос-Анджелес и во время прогулки по городу увидел молодых людей, которые носили джинсы «Wrangler», по мнению Ченса, купленные в магазине винтажной одежды за $200, в то время как в недорогом магазине «Dumpster» в Оклахоме они стоили «5 центов». Эта «одержимость западной культурой» веселила Ченса и его друзей. Дальнейшие разговоры привели к размышлению о том, что на самом деле значит быть ковбоем. Что если бы Джонни Нэш жил в 2019 году, во что бы он одевался, на кого бы он был похож? Музыкант и его друзья решили, что он выглядел бы несколько противоположно тому, что сейчас принято считать или показывать в поп-культуре. Ченс посчитал, что музыкант «был бы одет в кожу, водил мотоцикл, курил Marlboro Reds и так далее». По его мнению, слушатели бы подумали, что это прямая критика [ковбоев], однако на самом деле это культурное наблюдение — наблюдение того, что Ченс видит в настоящий момент в поп-культуре и то, что он об этом думает. Проведя детство и юность в Оклахоме, музыкант понимает, что быть «западным» человеком это не только стиль, но «отношение, навязчивая преданность и непоколебимая дикость». Отражение этих мыслей непосредственно видно в видеоклипе, вторым режиссёром которого стал сам Ченс.
В интервью британскому изданию «Gay Times» Ченс рассказал, что сама песня и идея видеоклипа на неё были навеяны размышлениями о западной эстетике, в последние годы популяризированной людьми, которые, по его словам, «не могут [даже] правильно хлопнуть стопку виски». Ченс продолжает: «Любой может надеть ковбойскую шляпу, но это не сделает его ковбоем. То, что я понимаю возможно немного лучше, чем другие, поскольку я родом оттуда, откуда я родом, так это то, что дело совсем не в одежде, а в отношении».
В 2020 году гастрольный тур в поддержку альбома «Portraits» продолжился в Северной Америке. В перерыве между легами тура Ченс и продюсер Тедди Гайгер работали над следующим сольным альбомом музыканта (некоторые песни с него он исполнял уже во время этого тура).
Соавтором песни стал Брэм Инскор (англ. Bram Inscore), лос-анджелесский композитор и продюсер, работавший с Троем Сиваном и Энди Граммером.

## Видеоклип
Ченс срежиссировал клип вместе с Бобби Ханафордом (англ. Bobby Hanaford), который уже снимал несколько клипов для музыканта в прошлом. Съёмки прошли в пустыне в штате Калифорния, недалеко от Лос-Анджелеса. Клип вышел 8 ноября 2019 года, в тот же день, что и сам сингл.
В видеоклипе на песню Ченс предстаёт в различных образах и сценах борьбы и разных костюмах в ковбойском стиле в американской пустыне. Прибывает другой ковбой и бросает ему вызов. Из тяжёлой драки Ченс выходит победителем, хоть и в синяках и ссадинах.
В интервью британскому изданию «Gay Times» Ченс рассказал, что быть настоящим ковбоем означает в том числе и иметь силы подраться в баре, например. Он рассказал, что ввязывался в несколько драк в местных барах и считает, что все они были оправданы с его стороны. Отчасти эти драки нашли отражение в настоящем видеоклипе; кроме того — драка Ченса с другим ковбоем по замыслу режиссёра Бобби Ханафорда это битва «настоящего ковбоя» с «образом ковбоя в поп-культуре» — в этой драке побеждает искренний, настоящий образ, который воплощает Грейсон Ченс.
Дизайн серебряного хромированного костюма, который Ченс носит в клипе принадлежит нью-йоркской марке «Landeros».

## Формат записи
Сингл был выпущен в формате цифровой дистрибуции для покупки и стриминга через интернет.
- Boots (2:55)

## Отзывы критиков
- Журнал «Billboard» в своей рецензии на выход сингла и видеоклипа к нему отмечает, что в новой композиции звучит «потрясающе»[11].
- Американский журнал «Paper» называет песню «одной из самых значимых [музыкальных] бомб ноября [2019 года]»[13].
- Шведский портал о поп-музыке «Popmuzik» в своёй рецензии на сингл пишет, что это «песня о современной поп-культуре, в дизайне и стиле которой используются западные и ковбойские отсылки, также показанные в видео. Сама песня восхитительно ритмична в постановке и с приятным отношением в том виде, в котором её исполняет певец»[14].
- Максимиллиан Поло, обозреватель портала «Ones to Watch» увидел в песне «уникальный колорит Оклахомы» и пишет, что песня «Boots» стала ответом на недавнюю одержимость поп-культуры «ковбойской культурой», где западные образы рассматриваются как не более чем модный аксессуар. Поло благодарит в своей рецензии Ченса за напоминание о том, как правильно сочетать твердость и гламур[15].
- Британский журнал «Gay Times» называет песню «невероятным гимном в стиле кантри-рок»[7].
- «Soundigest» отмечает, что песня «отлчино сочетает тяжелый бас и синтезированный вокал с вкраплениями фортепианных партий», которые делают песню приземлённой и напоминают о том, что Ченс получил известность благодаря вирусному видео в интернете, где он играл на рояле. Самой сильной стороной песни портал называет видеоклип, «который оживляет текст песни ярким, символическим и удовлетворяющим образом»[16].
- Музыкальный критик Томас Блич пишет, что по сравнению с предыдущими релизами Ченса, песня «Boots» ему понравилась меньше всего. У песни есть концепция, но она очень сильно выделяется и «доминирует в противоречивом смысле». Текст песни по мнению Блича гораздо слабее чем у «Yours», «Shut Up», «Low» или наиболее похожей по звучанию на эту песню «Black on Black»[17].

## Чарты
| Чарты (2019)     | Наивысшая позиция |
| ---------------- | ----------------- |
| Финляндия iTunes | 95                |